# Horezmska Narodna Sovjetska Republika
Horezmska Narodna Sovjetska Republika stvorena je od Hivskog Kanata u veljači 1920. godine i službeno je proglašena 26. travnja 1920. godine. Dana 20. listopada 1923. godine preobražena je u "Horezmsku Sovjetsku Socijalističku Republiku".
Horezmska SSR je živjela manje od godine. Dana 10. listopada 1924. je podijeljena između Uzbečke SSR, Turkmenske SSR i Karakalpačke autonomne oblasti, kao dio Sovjetske reorganizacije središnje Azije prema nacionalnostima.